# Baneplan
Hvis to himmellegemer kredser om hinanden, nogenlunde uforstyrret af tyngdepåvirkningen fra andre himmellegemer, vil det ene legemes bane, set af en observatør på det andet legemes overflade, synes at ligge i et bestemt, fast plan; dette plan kaldes således for det observerede himmellegemes baneplan.
I såkaldte tolegemeproblemer; "situationer" hvor man isoleret betragter to himmellegemer og ignorerer alle andre himmellegemers indflydelse, vil de to legemers baner altid følge et baneplan, der ligger helt fast og ubevægeligt i rummet, uanset om der er tale om lukkede, cirkel- eller ellipse-formede baner, eller åbne, parabel- eller hyperbel-formede baner (hvor de to legemer kun mødes én gang for derefter at fjerne sig fra hinanden for stedse).
Men i praksis er der langt flere end to himmellegemer "til stede" alene i vores eget solsystem. Derfor vil indflydelsen fra de omkringliggende himmellegemers gravitation påvirke hinandens bevægelser: Den slags "forstyrrende" virkninger på et himmellegemes bevægelser kaldes for perturbering, og konsekvensen af det er, at bl.a. baneplanet for ethvert himmellegeme hele tiden gradvist ændrer sin rumlige orientering.